# Verwaltungsgemeinschaft Welden
Die Verwaltungsgemeinschaft Welden (kurz auch VG Welden) im schwäbischen Landkreis Augsburg entstand am 1. Mai 1978 durch Rechtsverordnung der Regierung von Schwaben als Zusammenschluss der Gemeinden Adelsried, Bonstetten, Emersacker, Heretsried und Welden. Adelsried schied zum 31. Dezember 1979 aus der Verwaltungsgemeinschaft aus und wurde eine Einheitsgemeinde.
Ihren Sitz hat die Verwaltungsgemeinschaft in Welden. Zusammen mit den beteiligten Gemeinden bildet sie den Kern des Holzwinkels im Naturpark Augsburg-Westliche Wälder. Den Vorsitz hat Weldens Bürgermeister Peter Bergmeir, Geschäftsstellenleiter ist Günther Tauber.

## Beteiligte Gemeinden
Die Verwaltungsgemeinschaft Welden besteht aus folgenden Gemeinden:
1. Bonstetten, 1611 Einwohner, 6,75 km²
2. Emersacker, 1512 Einwohner, 11,64 km²
3. Heretsried, 1009 Einwohner, 17,30 km²
4. Markt Welden, 3792 Einwohner, 17,98 km²